# Gara vára
Gara vára (horvátul: Utvrda Gorjani) egy várhely Horvátországban, az Eszék-Baranya megyei Gara településen. 

## Fekvése
Gara központjától északra, ma öreg temetőnek (Staro groblje) nevezett hely mellett állhatott.

## Története
Gara várát „Castrum Gara” néven 1408-ban  említik először Garai Miklós és János birtokaként. Valószínűleg a 14. század végén építették. Miután a Garai család Garai Jóbbal 1481-ben kihalt, a birtokaik egy részét leányágon a csömöri Zayok kapták meg, míg a másik, nádori részét Corvin János szerezte meg.
A török 1536-ban foglalta el és az elpusztult épületek helyett újakat épített, melyek közül egy torony (Jaics bég tornya) még ma is áll. Ennek maradványait 1837-ben bővítve kápolnává alakították át, a toronyba pedig harangokat szereltek. A kápolna a Háromkirályok tiszteletére van szentelve. A török hódoltság alatt a település Gorjan néven a Gorjani nahije és kádiluk székhelye volt. Gara a térséggel együtt 1687-ben szabadult fel a török uralom alól. A török kiűzése után 28 lakott ház maradt a településen. A diakóvári térség 1702-es hatósági összeírásában a várat már romként említik. Később még az alapfalak köveit is kiásták és eladták, de a várat övező sáncok még egy ideig jól láthatók voltak. Mára már semmi sem látható belőle.

## A vár mai állapota
Gara várát a Garai család ősi fészkét sajnos ma már nem lehet megtalálni. A 20. század legelején még némi téglatörmelék és árok maradványok láthatók voltak belőle. A horvát nyelvű régészeti jelentések alapján, a ma öreg temetőnek (Staro groblje) nevezett hely mellett állhatott, ám a területet felparcellázták és teljesen beépült, így semmi sem látható a várból.